# Giacomo Ceruti
Giacomo Antonio Melchiorre Ceruti, detto il Pitocchetto (Milano, 13 ottobre 1698 – Milano, 28 agosto 1767), è stato un pittore italiano, annoverato tra i più importanti esponenti del Settecento italiano.

## Biografia
Nacque a Milano, probabilmente da quel Fabiano Ceruti che fu allievo di Cristoforo Agricola; fin dai primi anni venti del Settecento fu attivo a Brescia, città in cui si guadagnò il soprannome di «Pitocchetto» per il genere pittorico che aveva come soggetti principali i poveri, i reietti, i vagabondi, i contadini (i pitocchi, appunto), raffigurati in quadri a grande formato e ripresi con stile documentaristico e con uno spirito di umana empatia.. Il suo percorso artistico è parte di quel filone della "pittura di realtà", che ha in Lombardia una tradizione secolare: prima di lui grandissimi artisti come Vincenzo Foppa, la scuola bresciana intorno a Moretto e Savoldo, Caravaggio, tutti avevano toccato l'argomento, ma nessuno prima del Ceruti seppe indagare con tanta spietata lucidità la verità quotidiana.
Il Ritratto del conte Giovanni Maria Fenaroli (1724, collezione Fenaroli, Corneto) è stata considerata la sua prima opera di certa attribuzione. Il 14 dicembre 2018 sono stati presentati al Castello di Padernello due inediti ritratti del Pitocchetto. Il ritratto di " Monsieur Domenic Cerri Mozzanica" datato 1716 e firmato dal Ceruti é da considerare l'opera più antica di certa attribuzione.

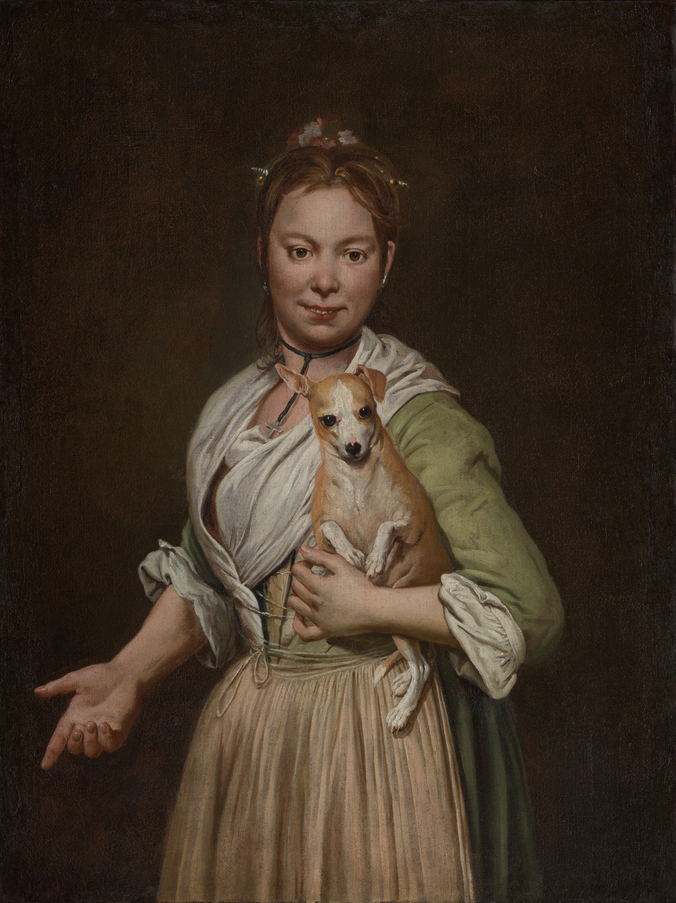
Donna con cane di Giacomo Ceruti

Nel 1736 l'artista lombardo si trasferì prima a Venezia e poi a Padova, dove la sua attività per la basilica del Santo e per altre chiese è documentata nel triennio successivo, tra cui quella di Santa Lucia presso la quale, oltre ad una pala dedicata alla santa e un Battesimo di Santa Giustina, sono presenti anche i Quattro Padri della Chiesa, i Quattro Evangelisti e i Quattro Santi protettori della città. Da ricordare anche le tele presso la Basilica di Santa Maria Assunta di Gandino (1734) di cui due raffiguranti la Nascita di Maria e la Morte di Maria, per la basilica mariana il Ceruti eseguì ben 36 tele e quattro affreschi ancora conservati, e gli affreschi di Palazzo Grassi a Venezia (1736). Fra i suoi maggiori estimatori vi fu il collezionista tedesco Marshal Matthias von Schulenburg, che arrivò a possedere venti tele del Ceruti, fra cui i tre Mendicanti oggi nella collezione Thyssen-Bornemisza.
Sulle sue produzioni artistiche per i luoghi sacri, gli influssi che ebbero le opere di Carlo Ceresa e Antonio Cifrondi sono innegabili. Fra le fonti di ispirazione per le sue figure di genere vi sono invece Pietro Bellotto e le stampe di Jacques Callot.
Dopo il soggiorno veneziano, ricevette varie commissioni pubbliche e tornò a Milano, dove è documentata la sua presenza nel triennio dal 1742 al 1745, trasferendosi in seguito a Piacenza. Larga parte della sua attività fu dedicata alla ritrattistica, particolarmente delle famiglie della nobiltà o alta borghesia bresciana (Fenaroli, Lechi, Avogadro, Cattaneo e Bargnani). Tra i ritratti ufficiali commissionatigli vi furono il Ritratto di Guido Antonio Arcimboldi per il Luogo Pio della Stella e il ritratto del Nobile Attilio Lampugnani-Visconti,  per l'Ospedale Maggiore di Milano.
Le commissioni ottenute in quegli anni gli diedero l'occasione di acquisire e padroneggiare strumenti stilistici e compositivi tali da consentirgli un'attività di pittore "di storia", più proficua e di più ampia risonanza, condotta parallelamente alla pratica del ritratto e della scena di genere.
Tra le opere che lo resero celebre la Lavandaia (1736 circa), conservata alla pinacoteca Tosio Martinengo di Brescia, e le molte nature morte. Intorno al 1765 dipinse il Ritratto di viandante conservato al Museo civico Amedeo Lia di La Spezia.
Nel 1882 quindici dipinti del Pitocchetto furono acquistati all'asta dal conte Bernardo Salvadego e custoditi tra le mura del castello, nella piccola frazione di Borgo San Giacomo, fino alla seconda metà del Novecento. Tale ciclo, definito da Roberto Longhi, "di Padernello" è sparso tra la Pinacoteca Tosio Martinengo di Brescia, il Museo Lechi di Montichiari e collezioni private. Tuttavia nel 2015 la Fondazione Castello di Padernello ha riproposto tale ciclo grazie a delle riproduzioni che danno un'idea della quadreria ottocentesca.
La rivalutazione della sua figura si deve a Roberto Longhi.

## Galleria d'immagini

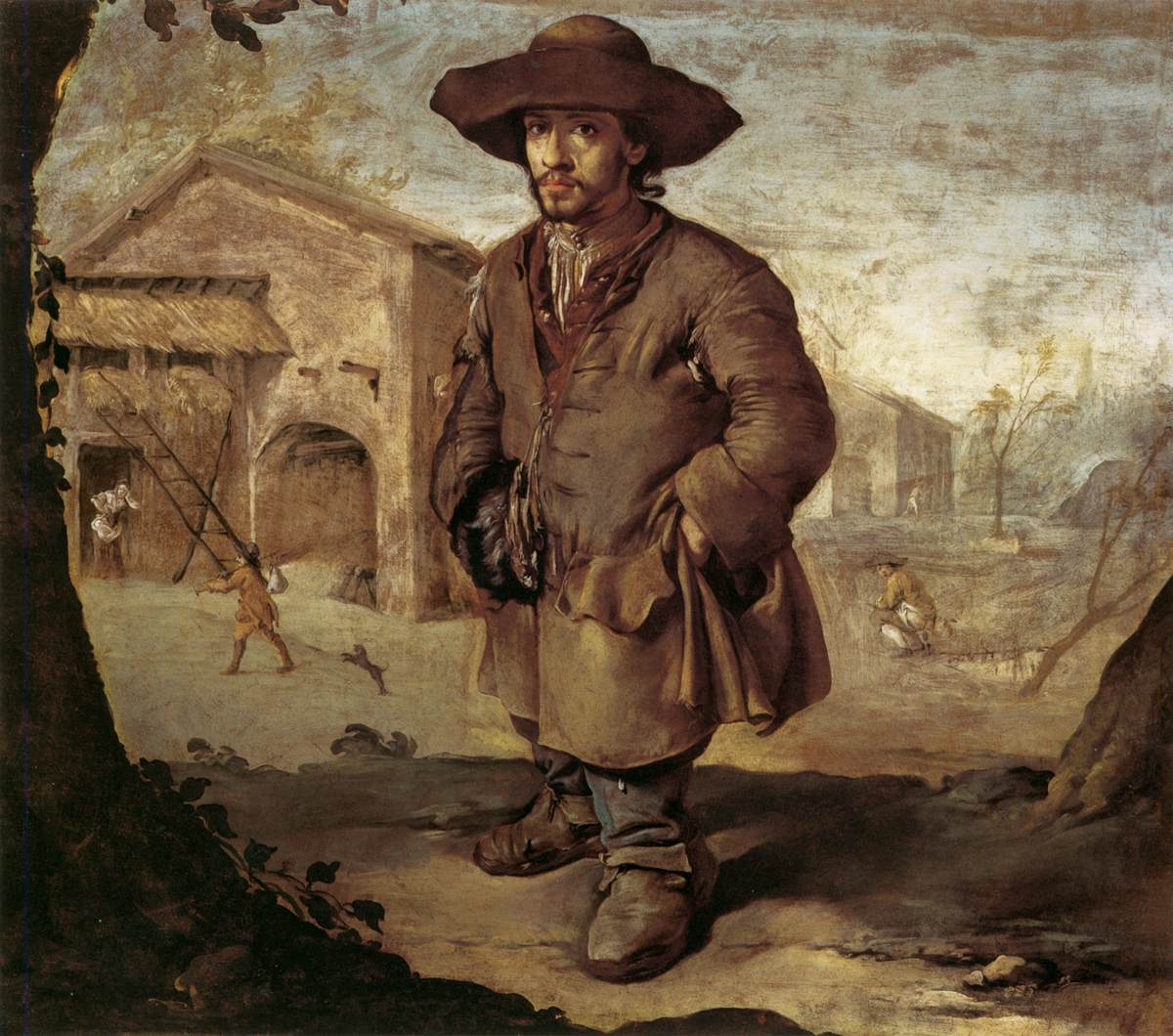
Il nano, Collezione privata
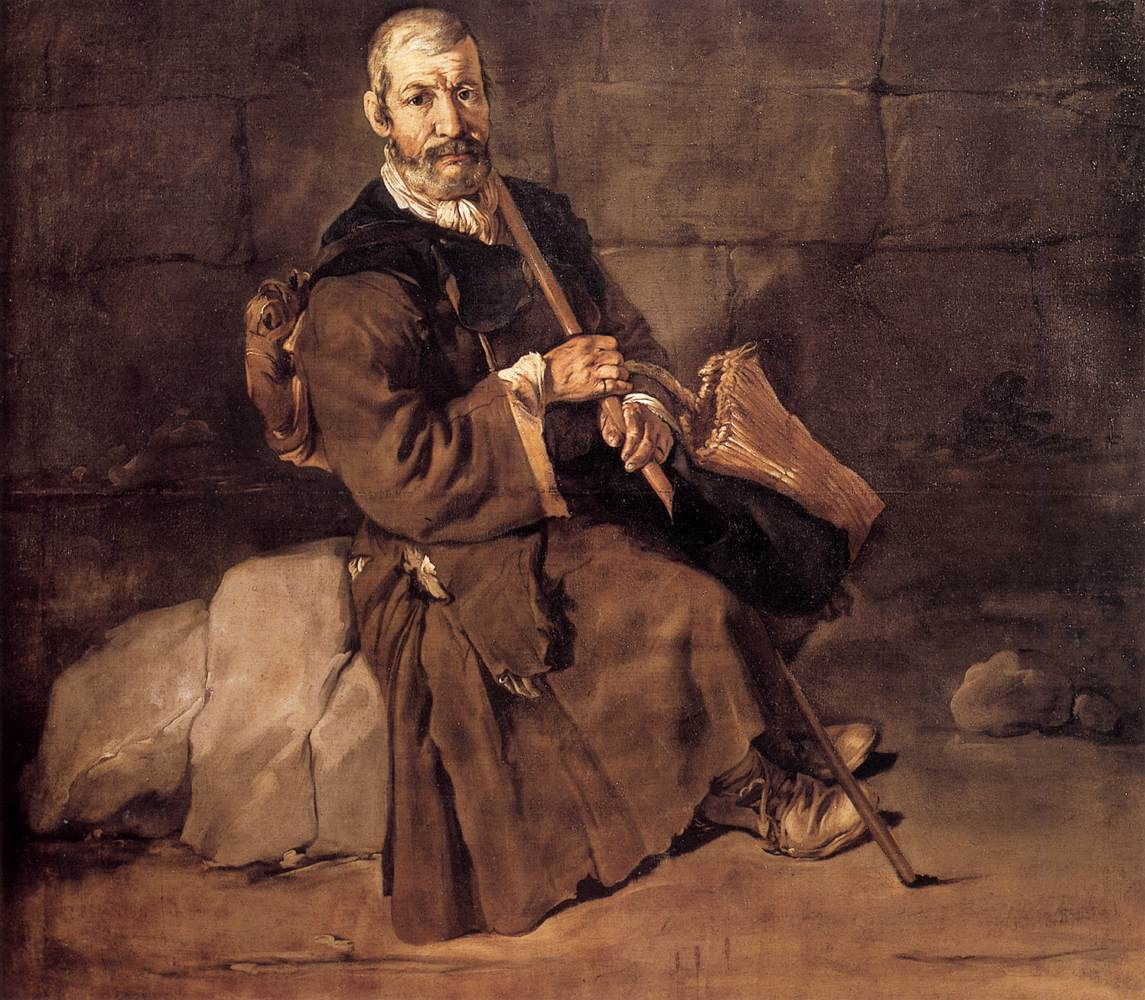
Mendicante, Collezione privata
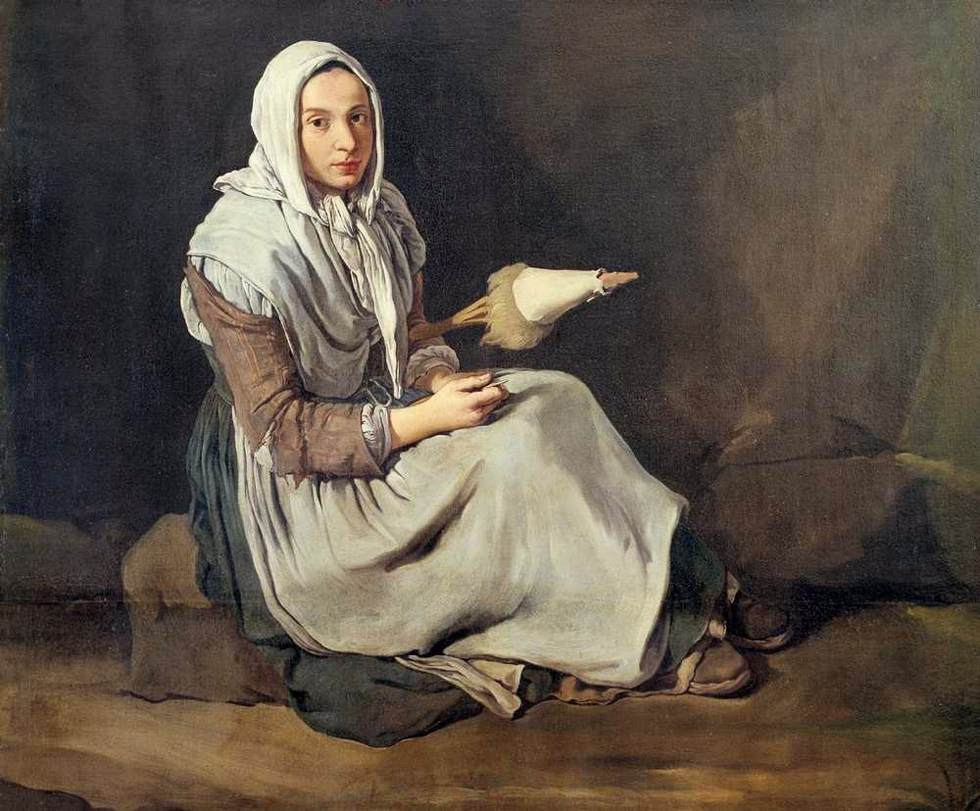
Filatrice, Museo di Santa Giulia, Brescia
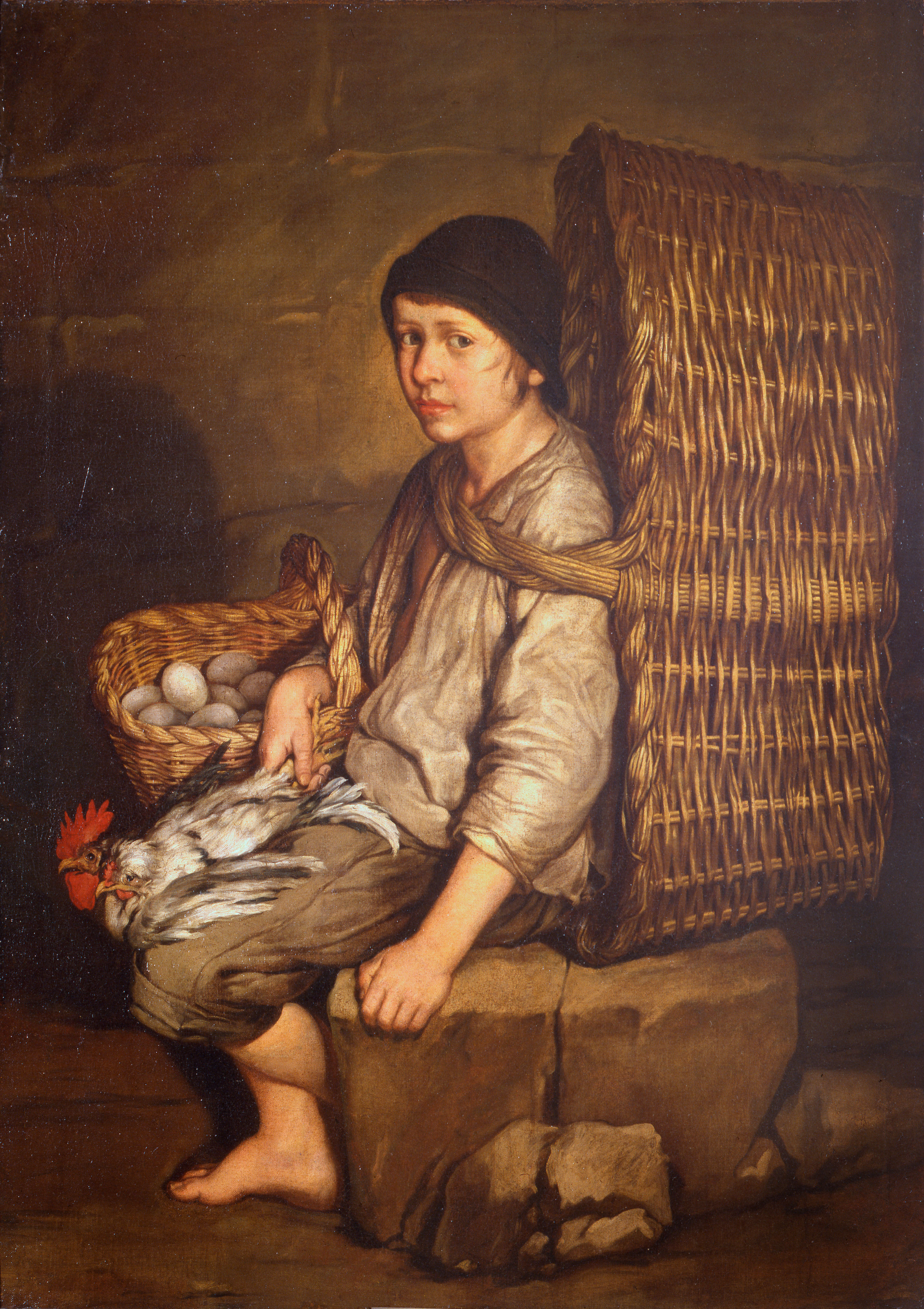
Portarolo seduto con cesta a tracolla (1736), Pinacoteca di Brera, Milano
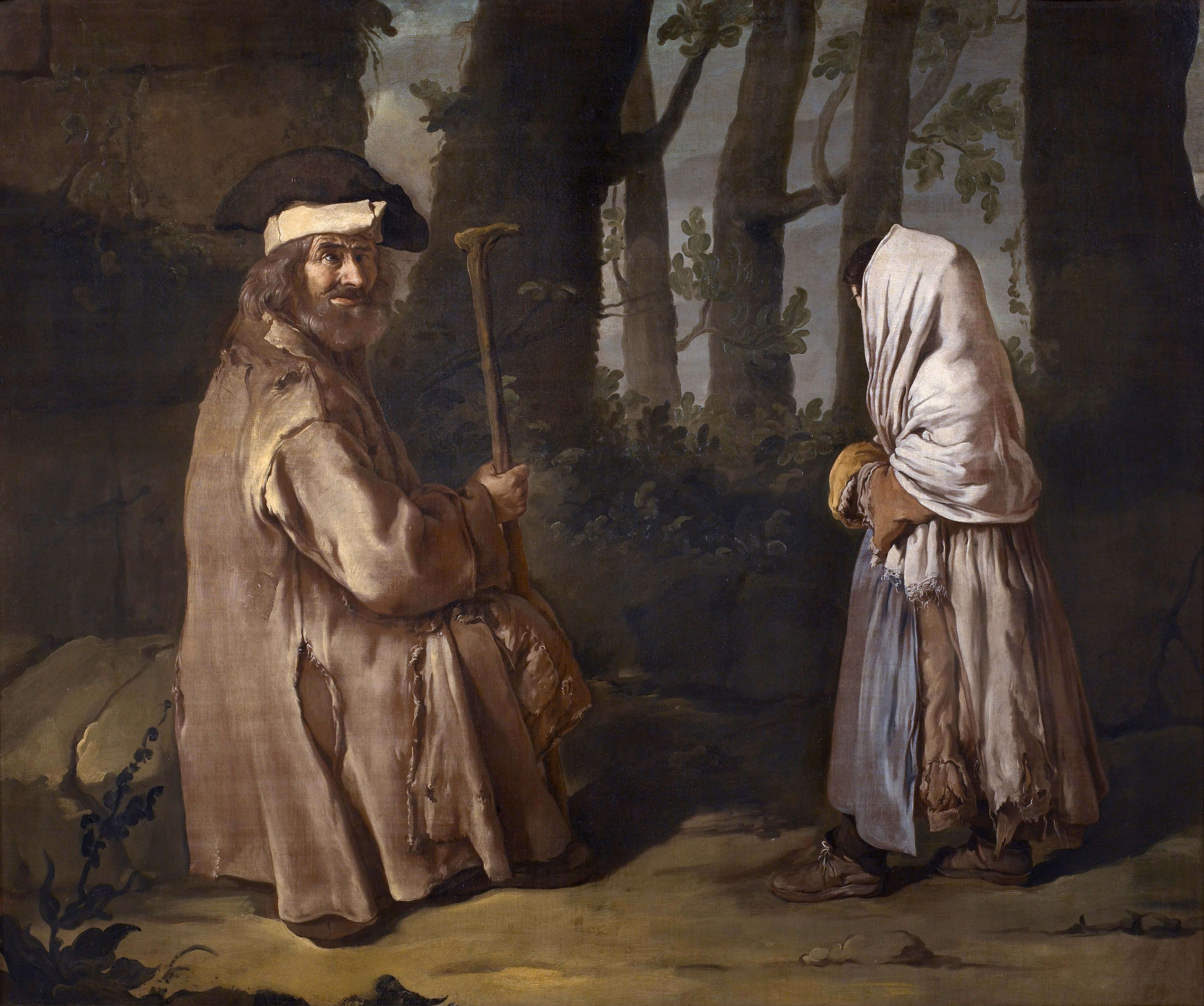
L'incontro nel bosco, Pinacoteca Tosio Martinengo, Brescia
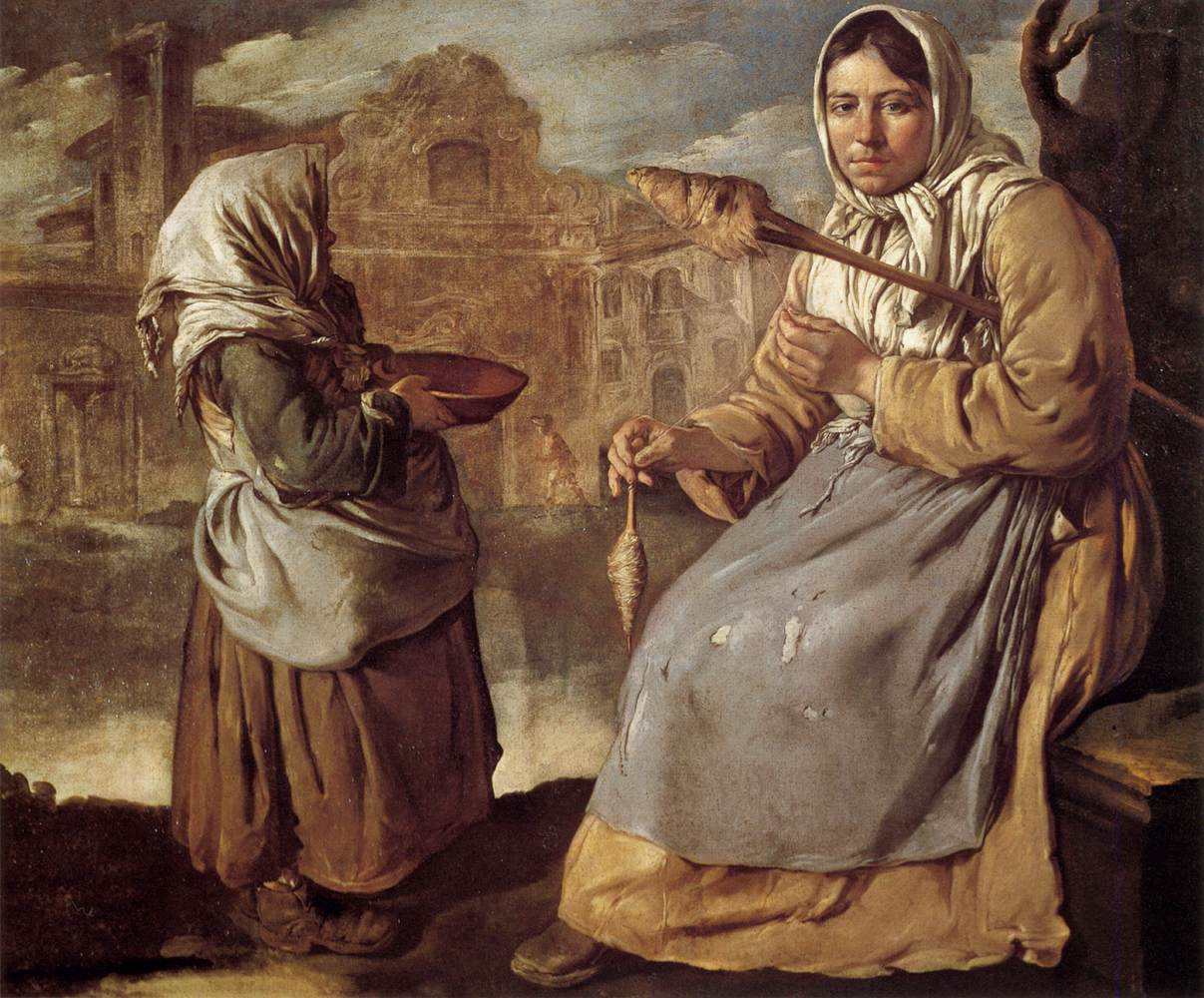
Mendicante e filatrice, Collezione privata
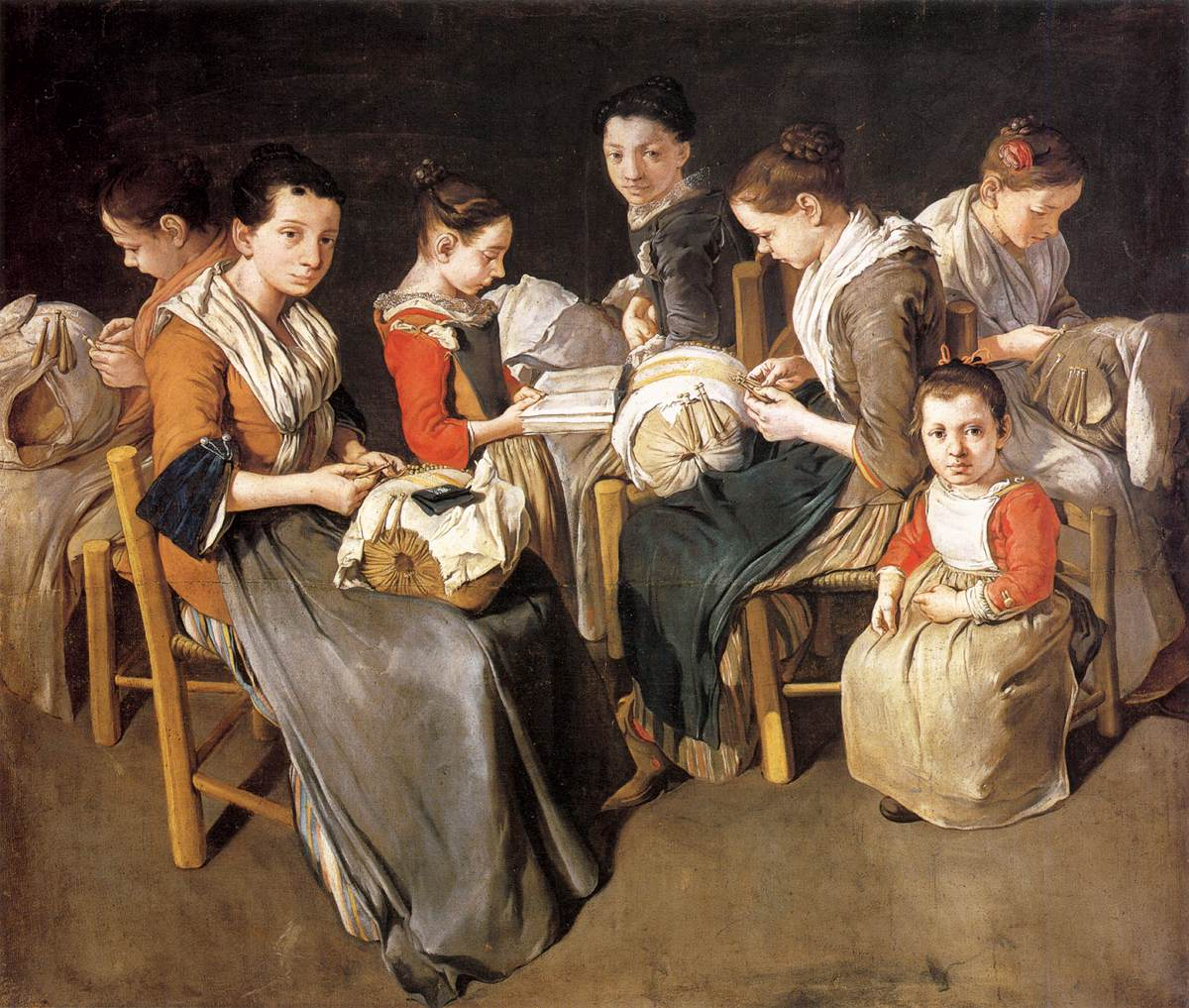
Donne che lavorano al tombolo, Collezione privata
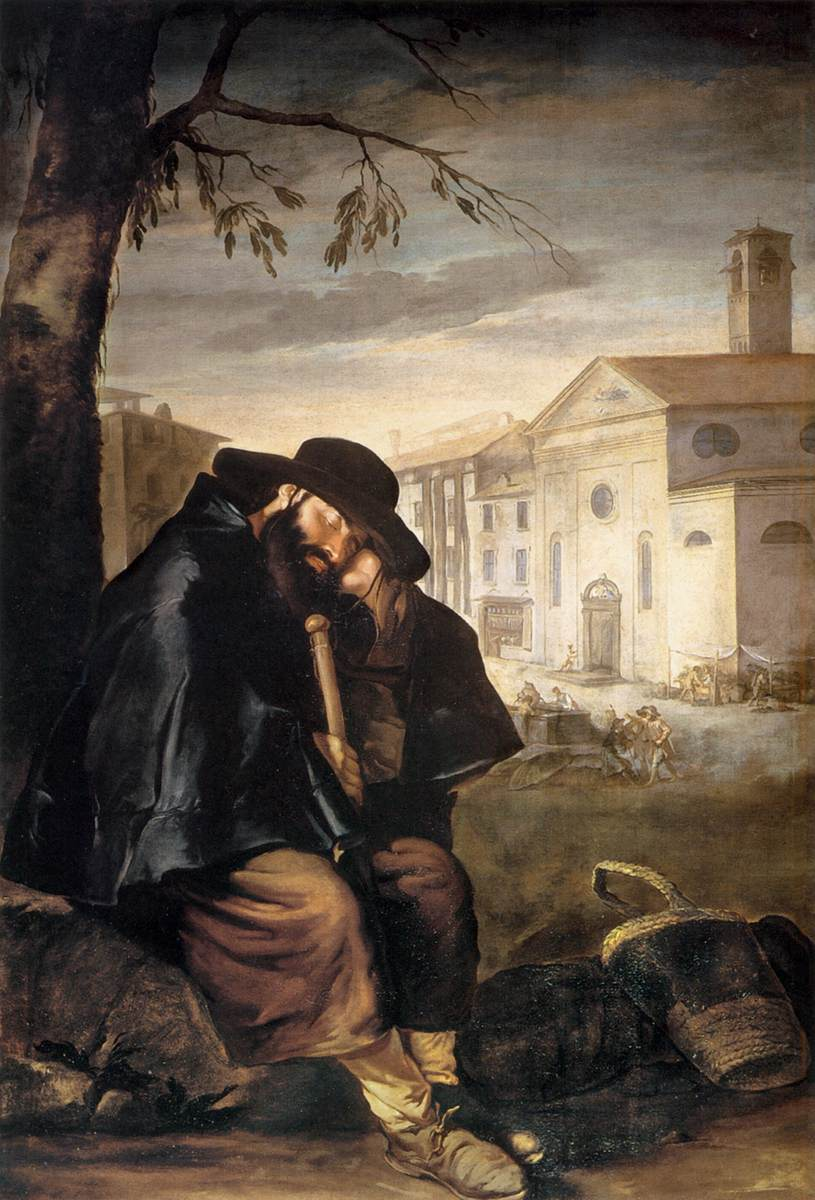
Pellegrino dormiente, Fondazione Longhi, Firenze
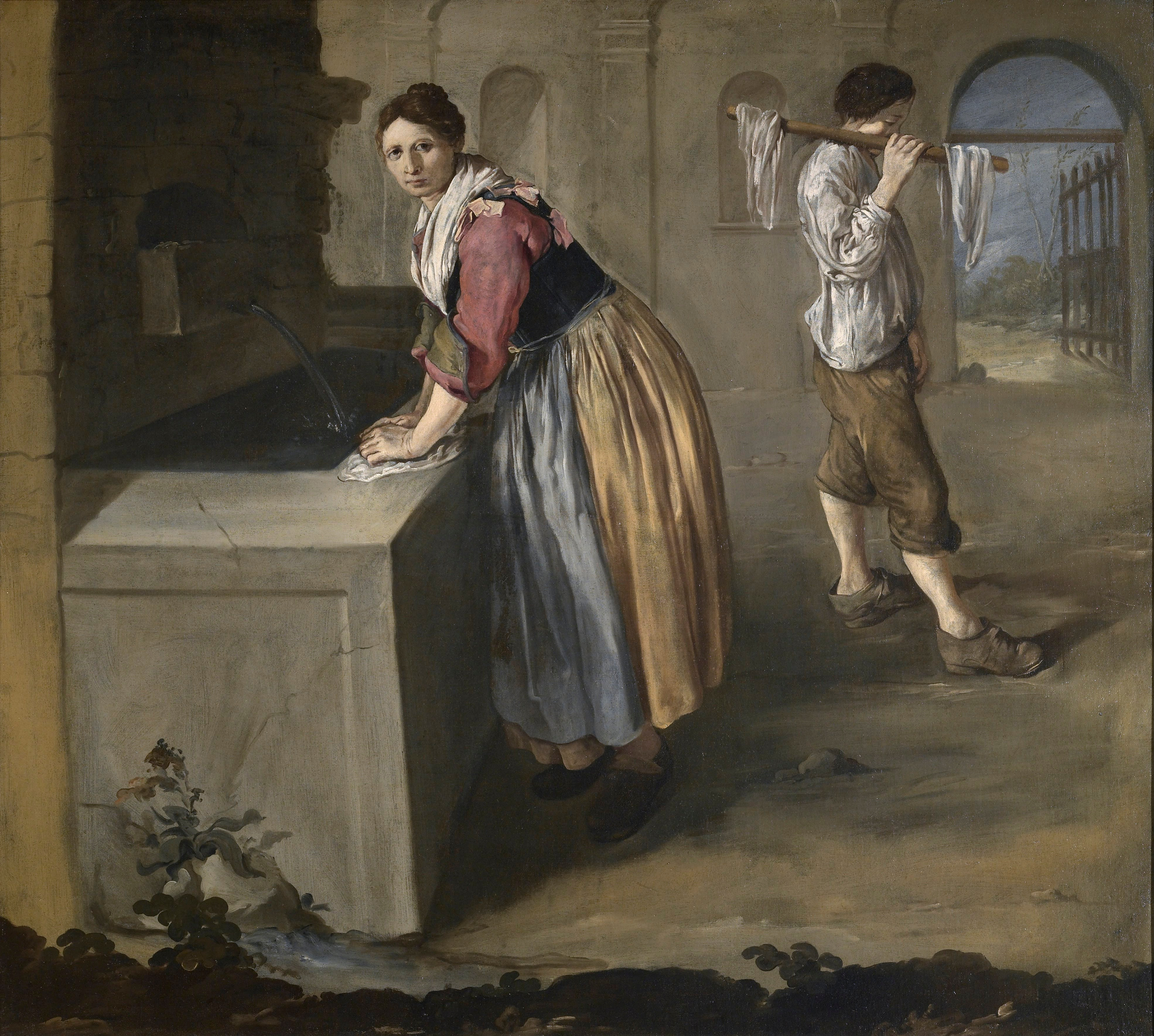
La lavandaia (1735), Pinacoteca Tosio Martinengo, Brescia
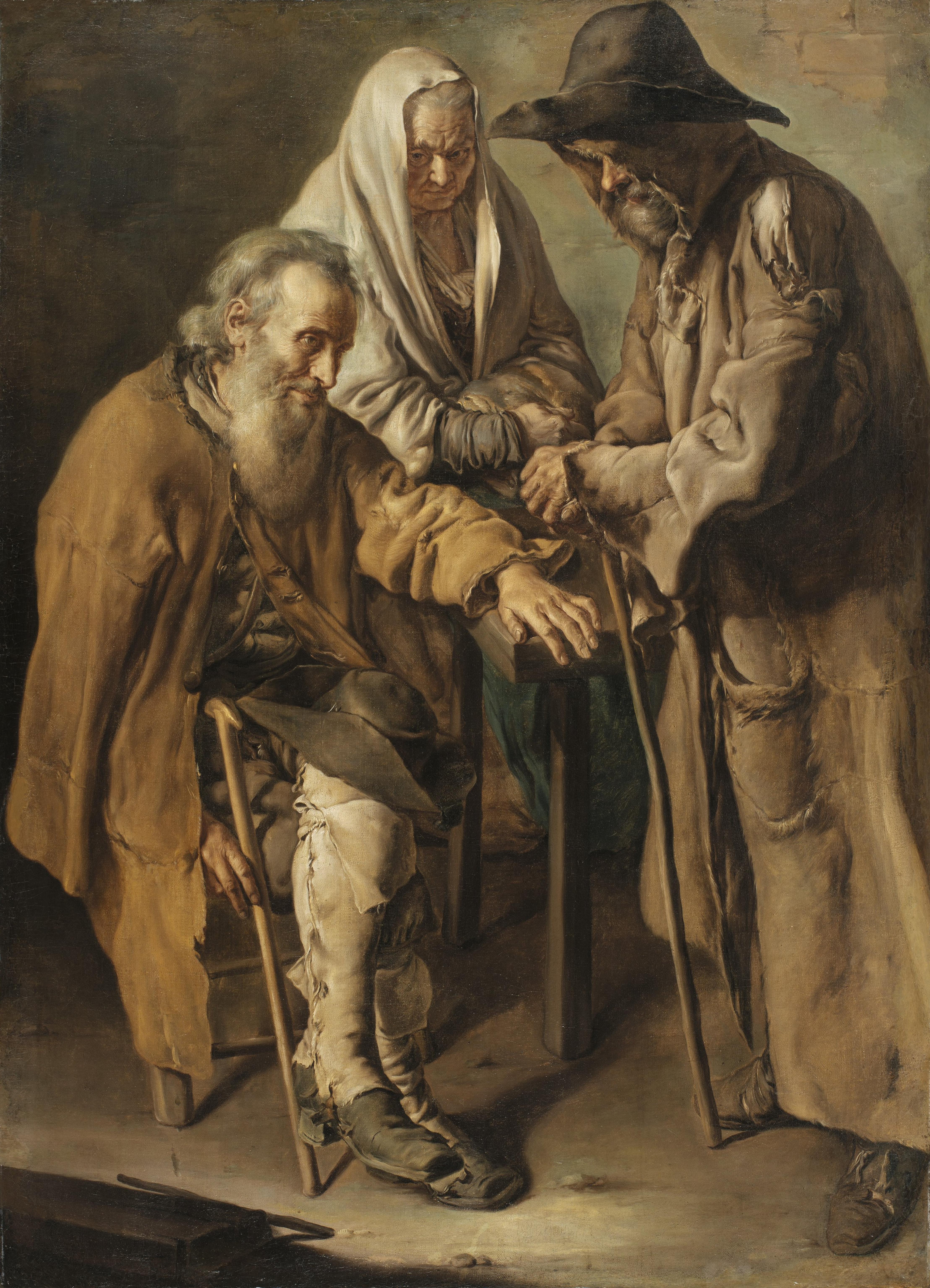
Tre mendicanti, Museo Nacional Thyssen-Bornemisza, on deposit with Museu Nacional d'Art de Catalunya (MNAC)
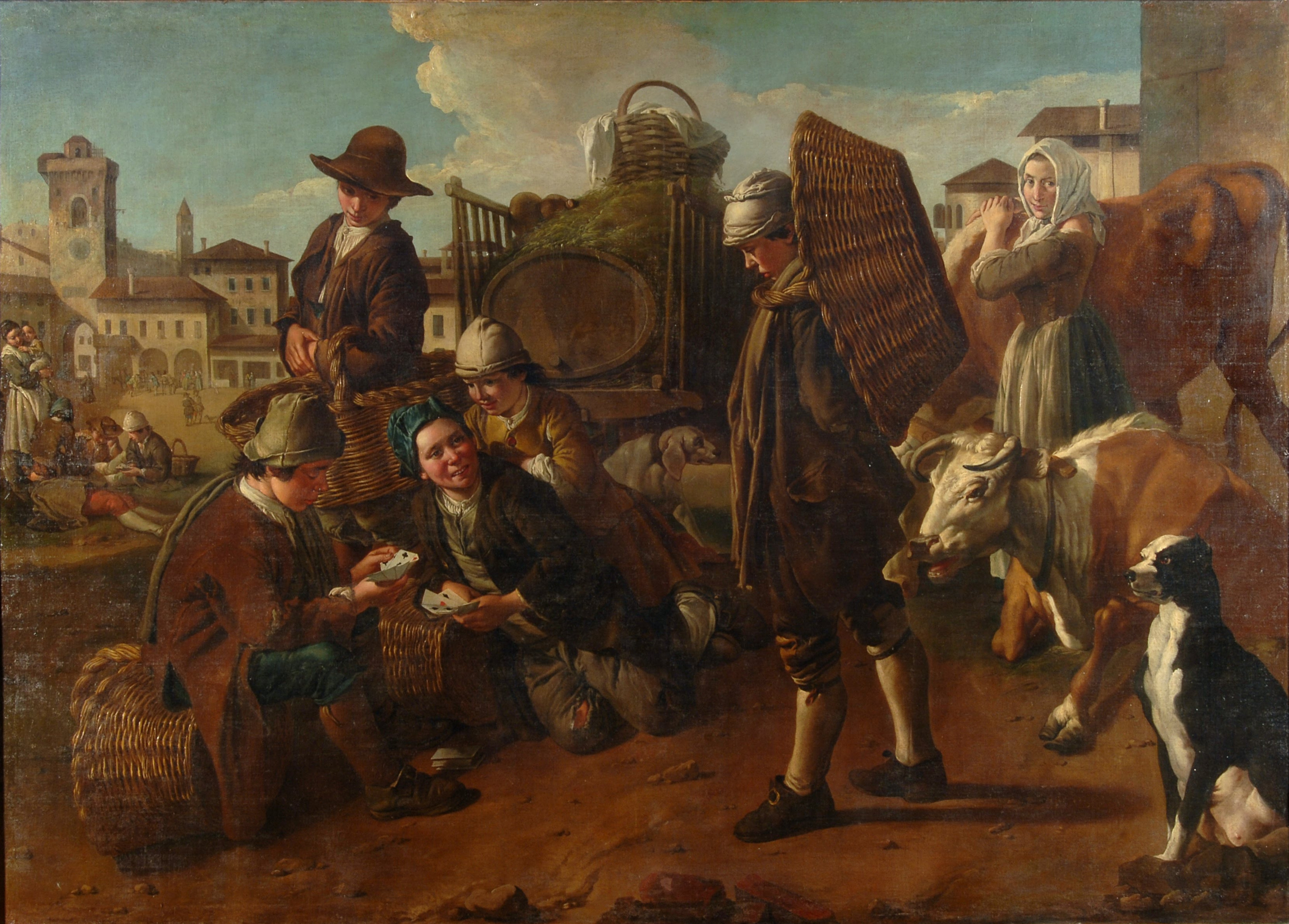
Sera sulla piazza (1730), Palazzo Madama, Torino
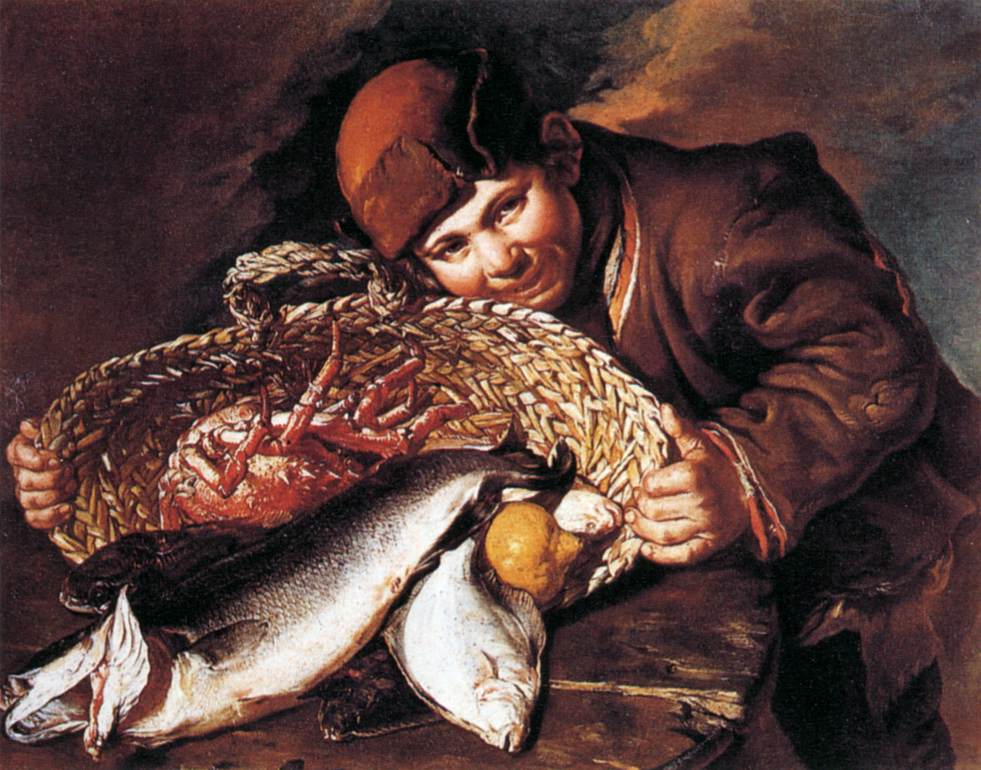
Ragazzo con la cesta di pesci e di aragoste, Palazzo Pitti, Firenze
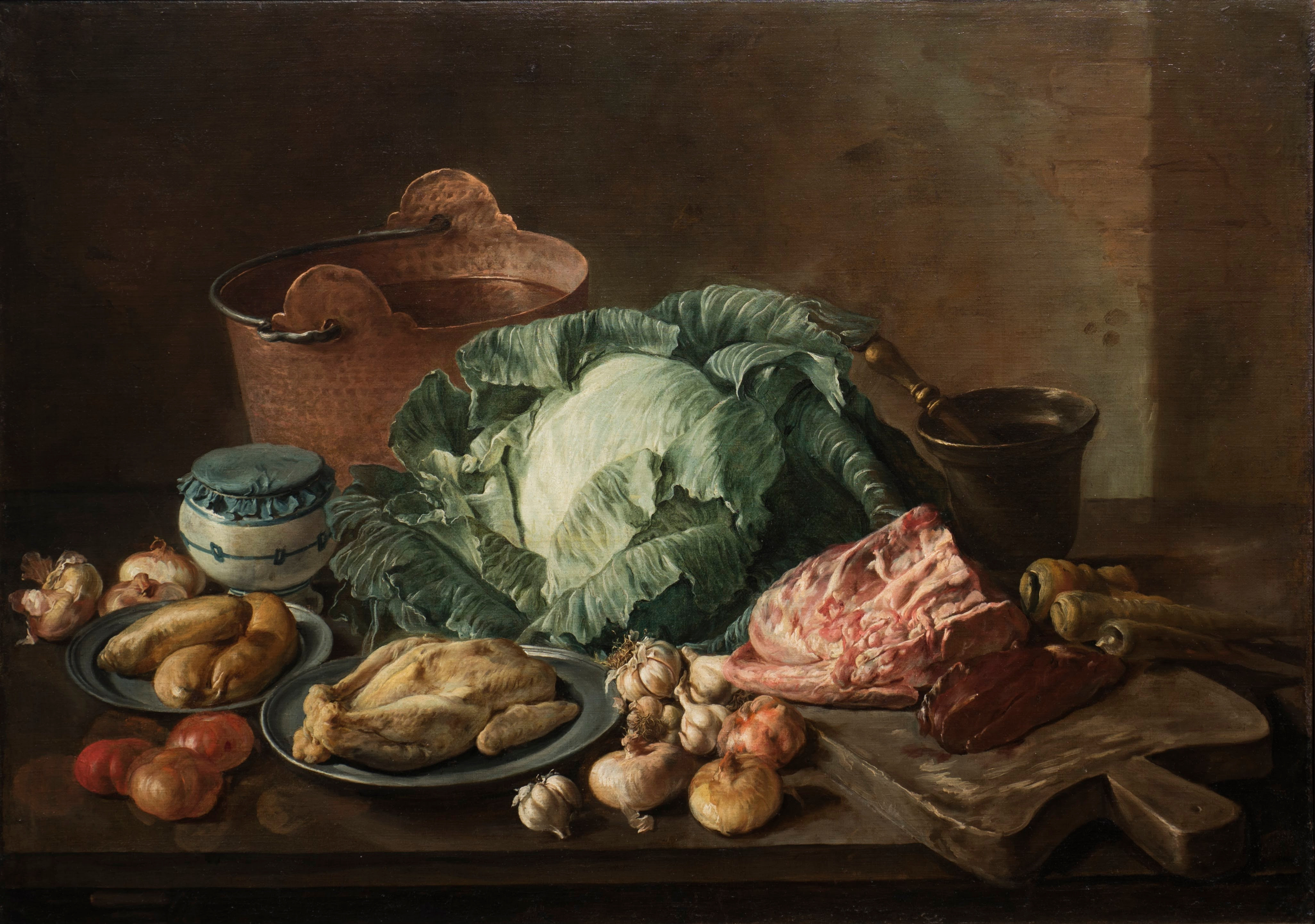
Natura morta in cucina con carne e verdure
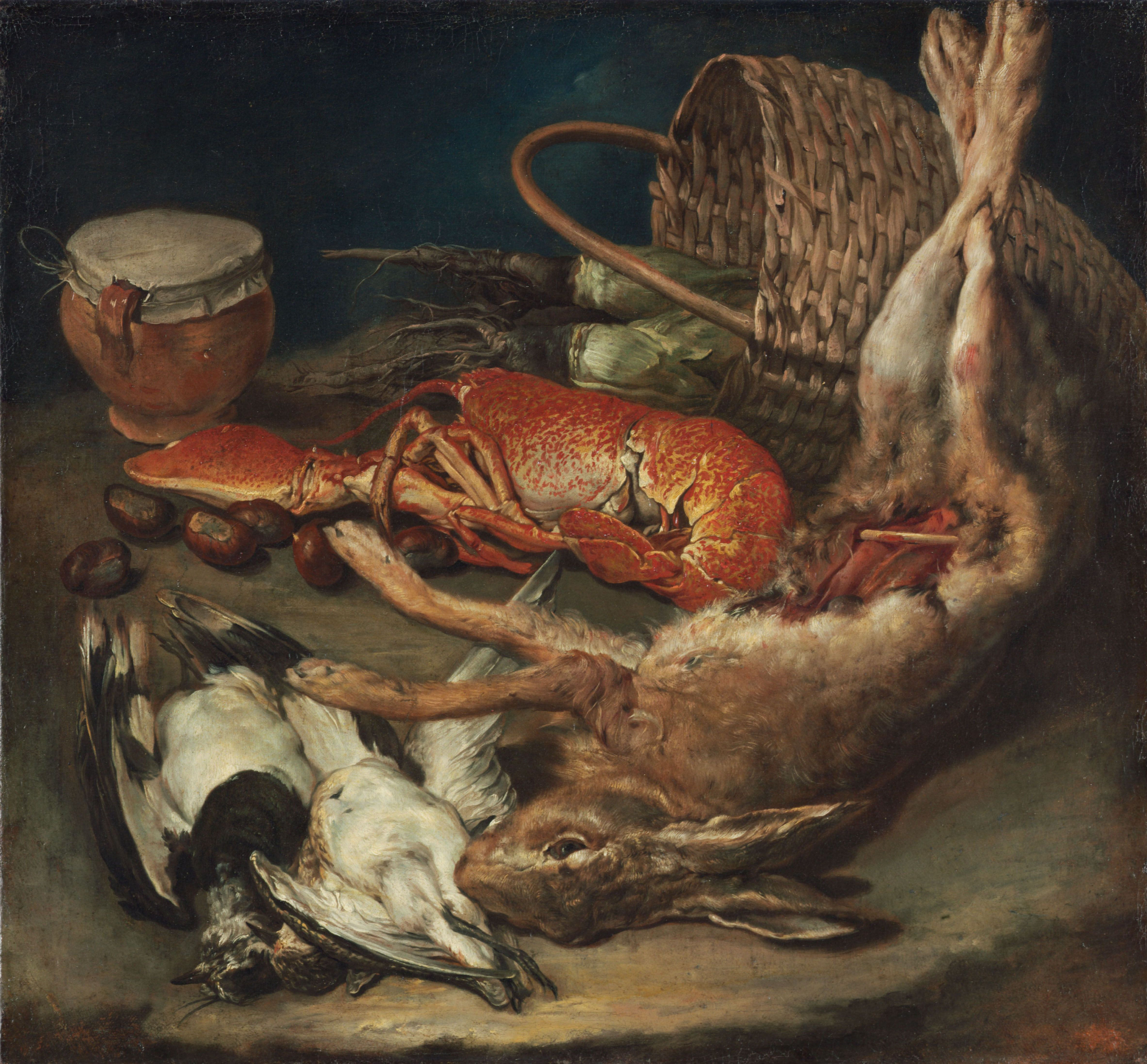
Natura morta con uccelli, aragosta e lepre
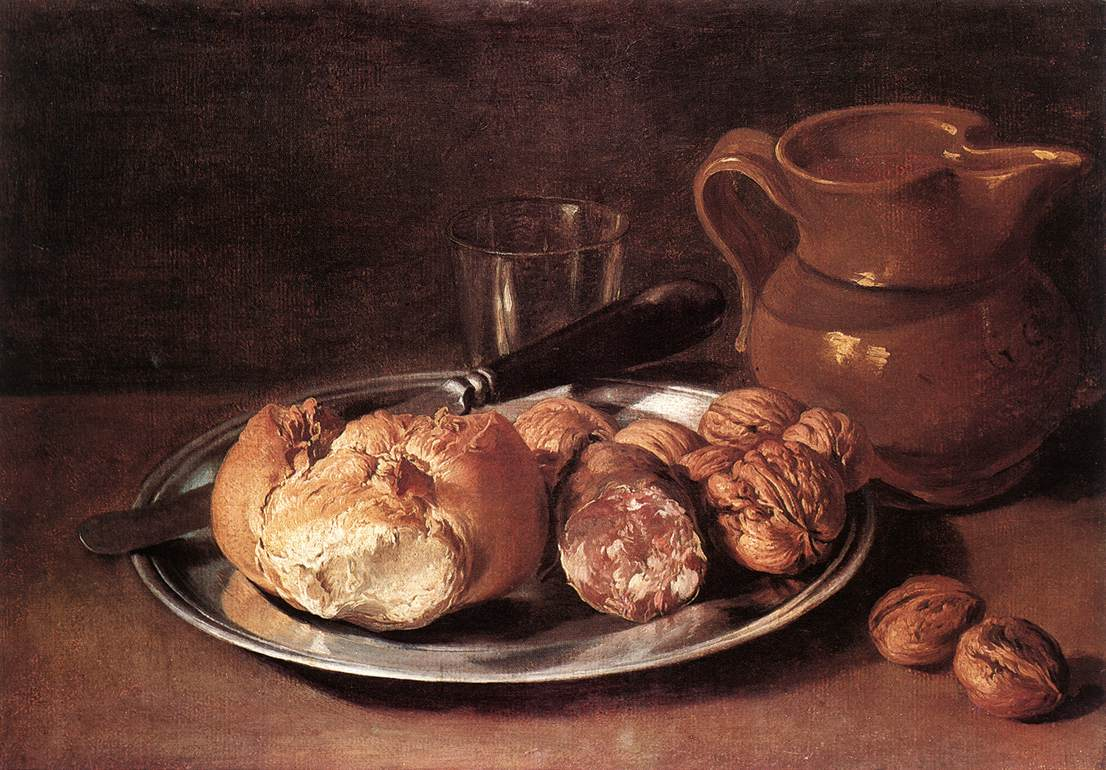
Pane e brocca
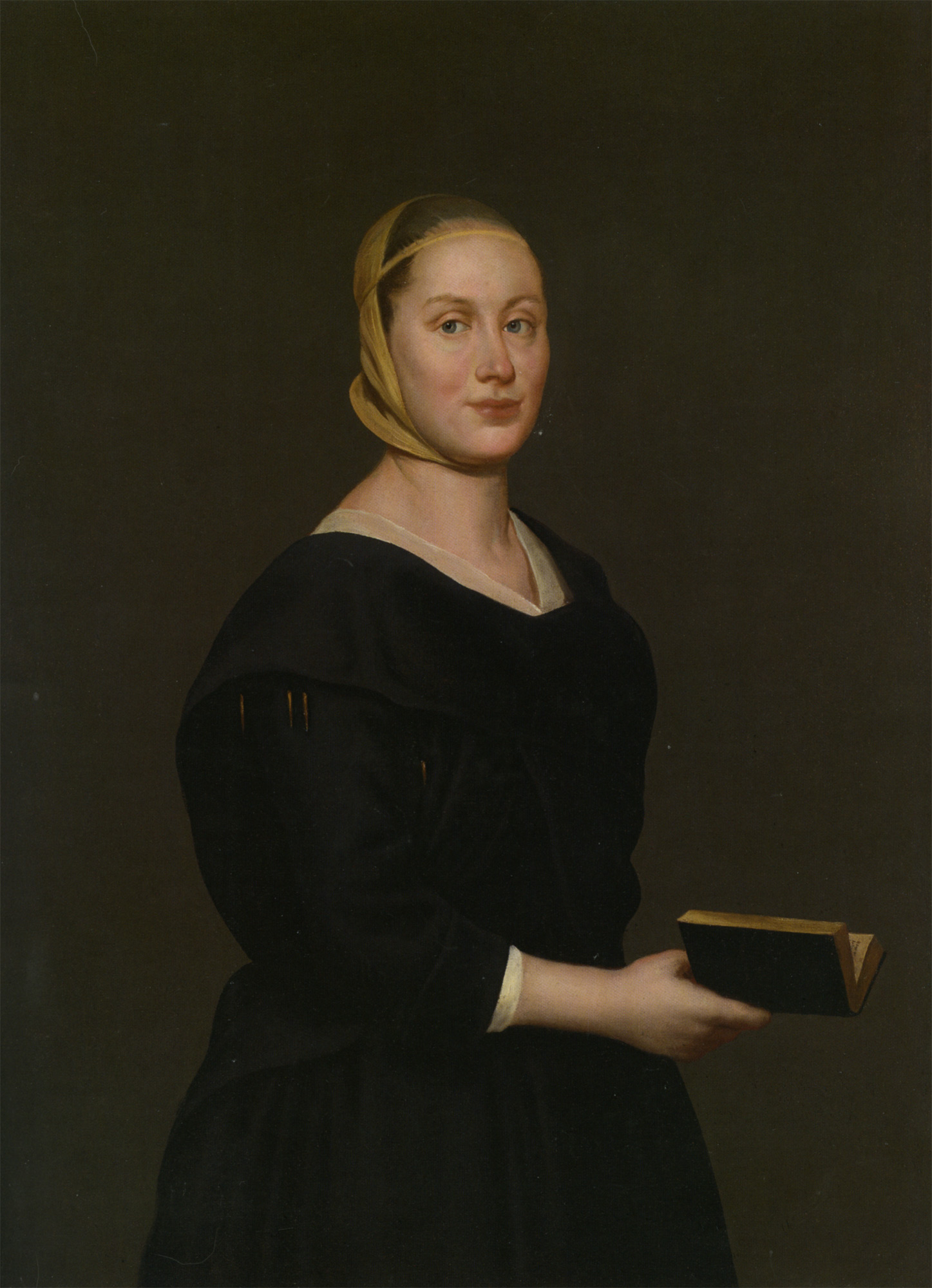
Donna Alba Regina del Ferro
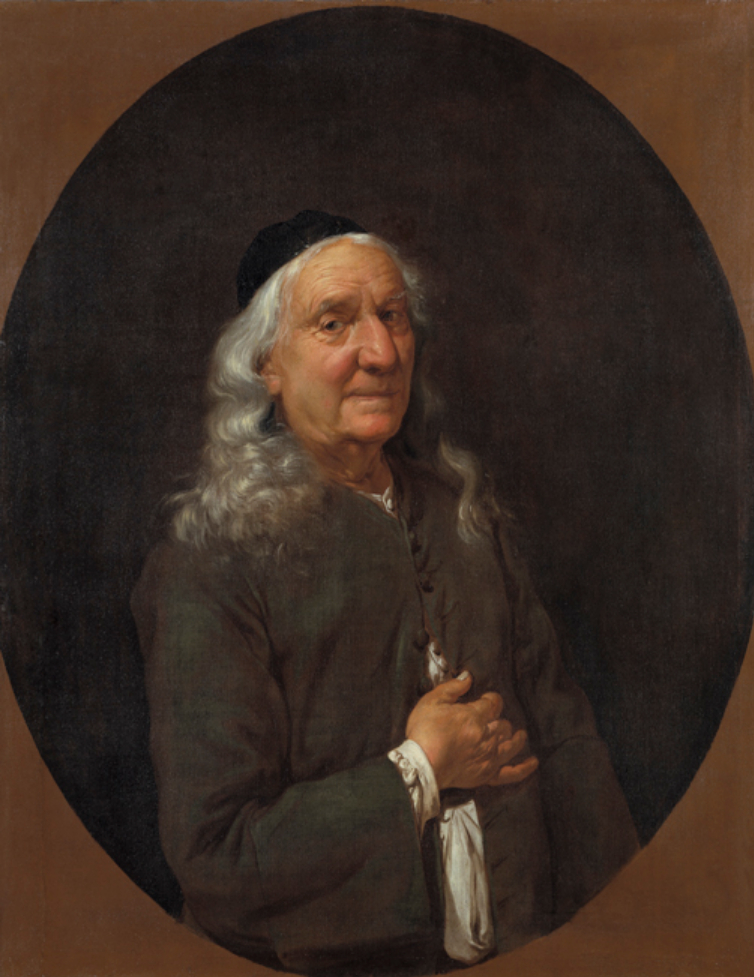
Ritratto del Conte Fenaroli
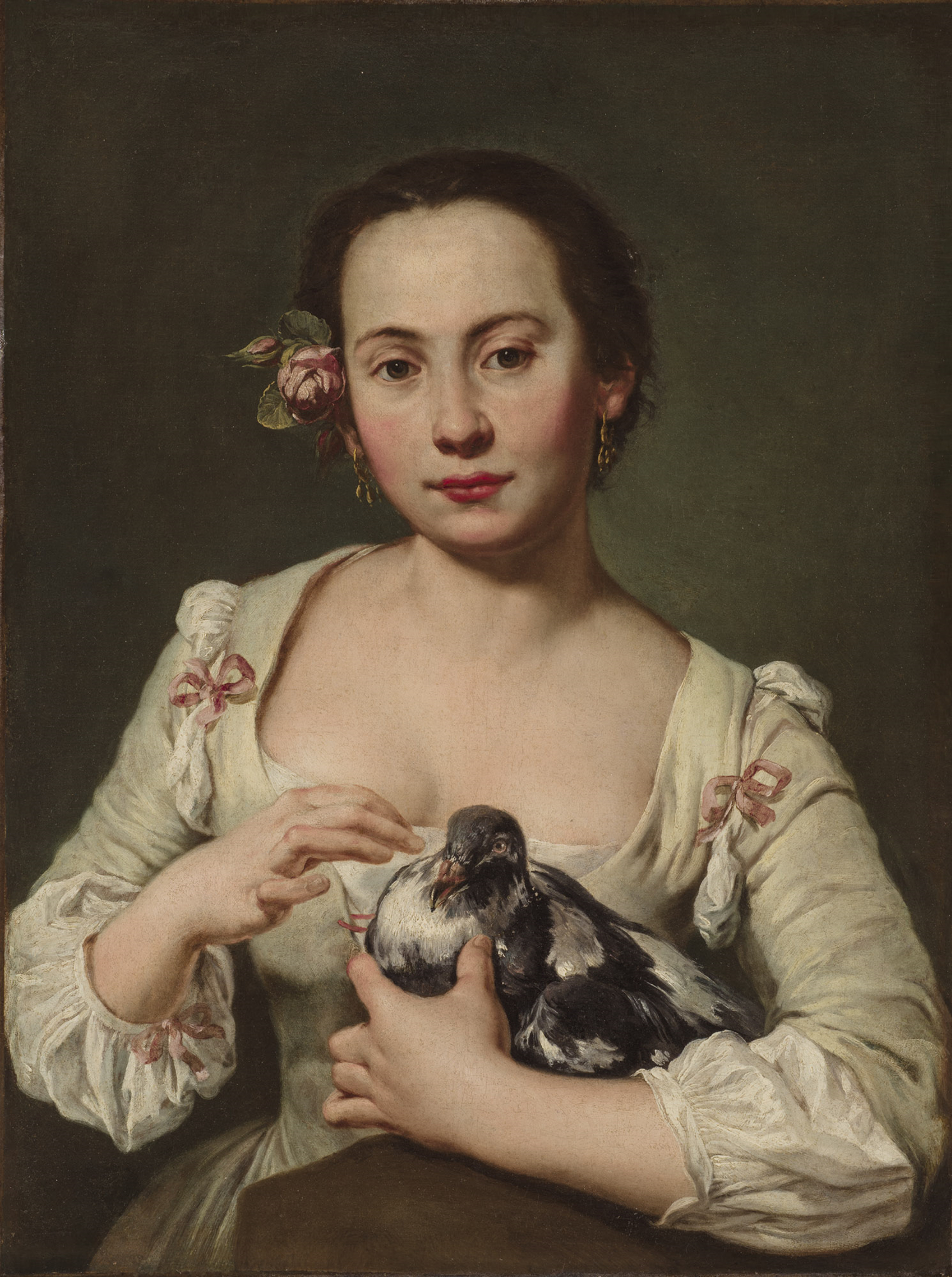
Ritratto di donna con colomba
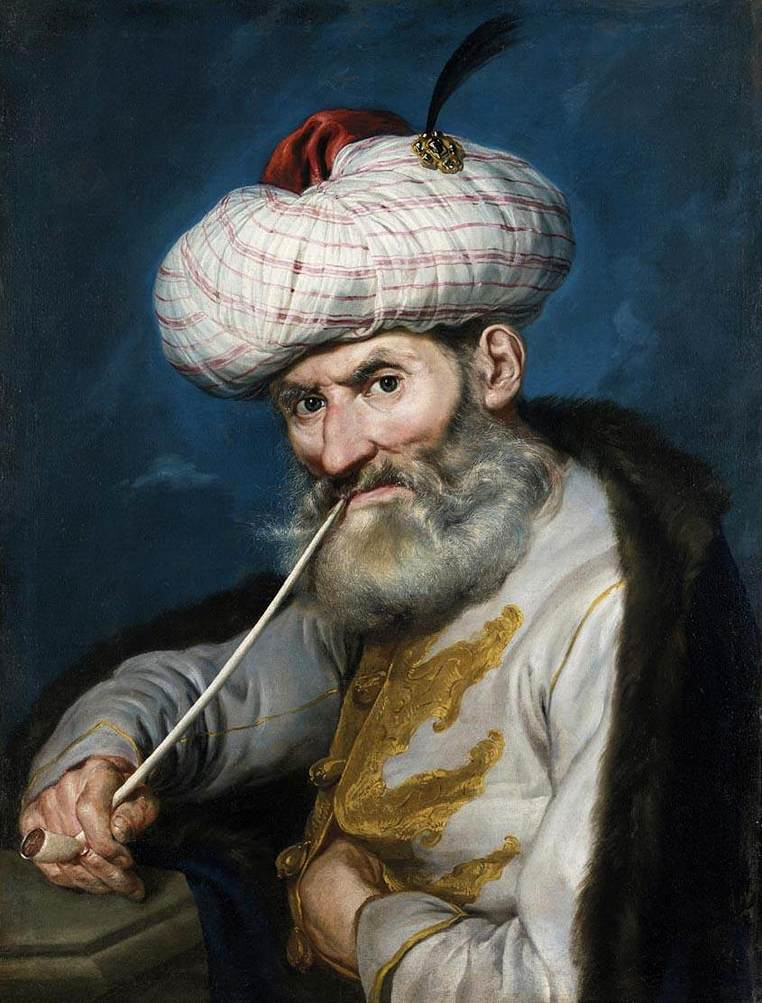
Uomo in abito orientale che fuma
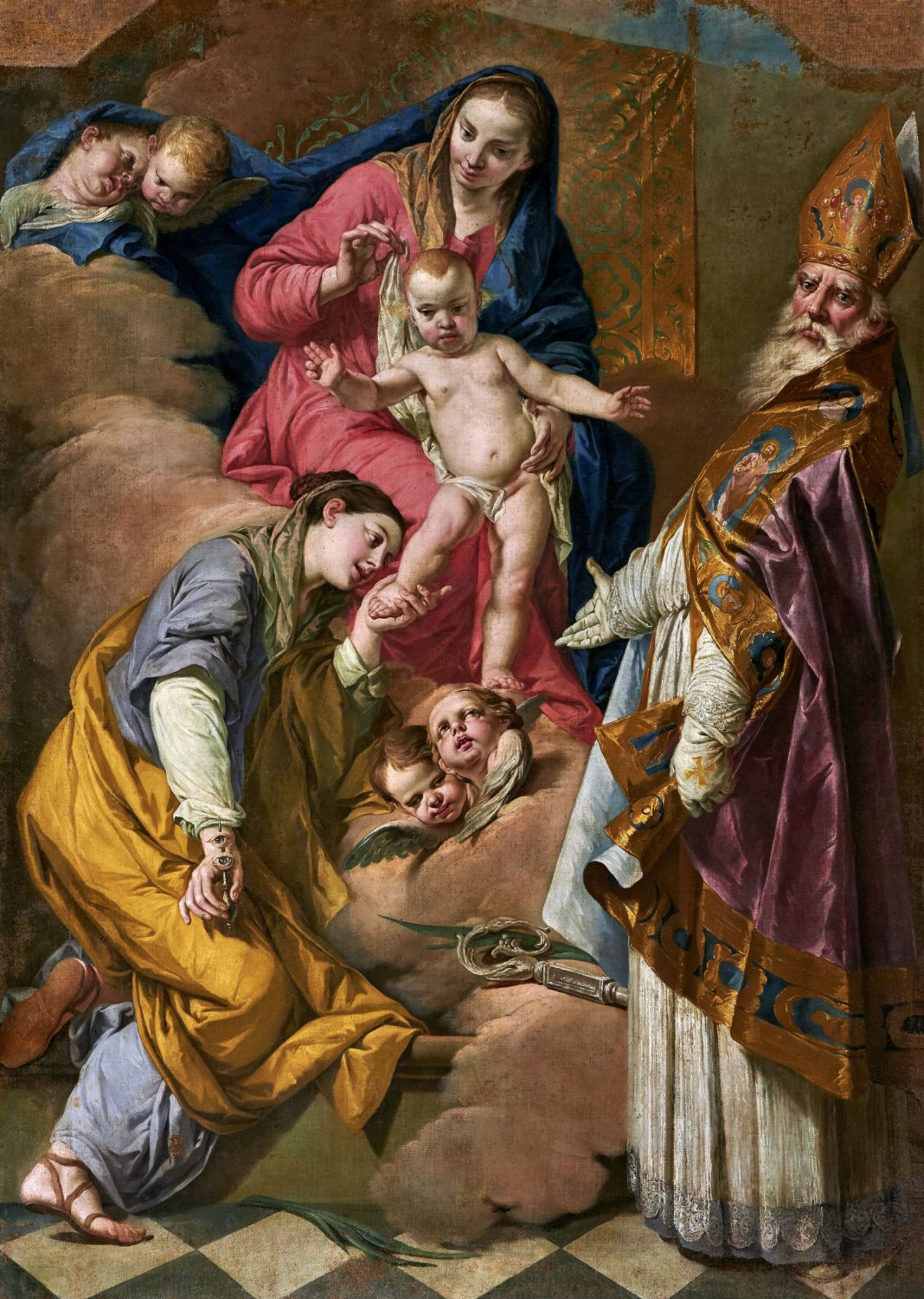
Madonna e santi
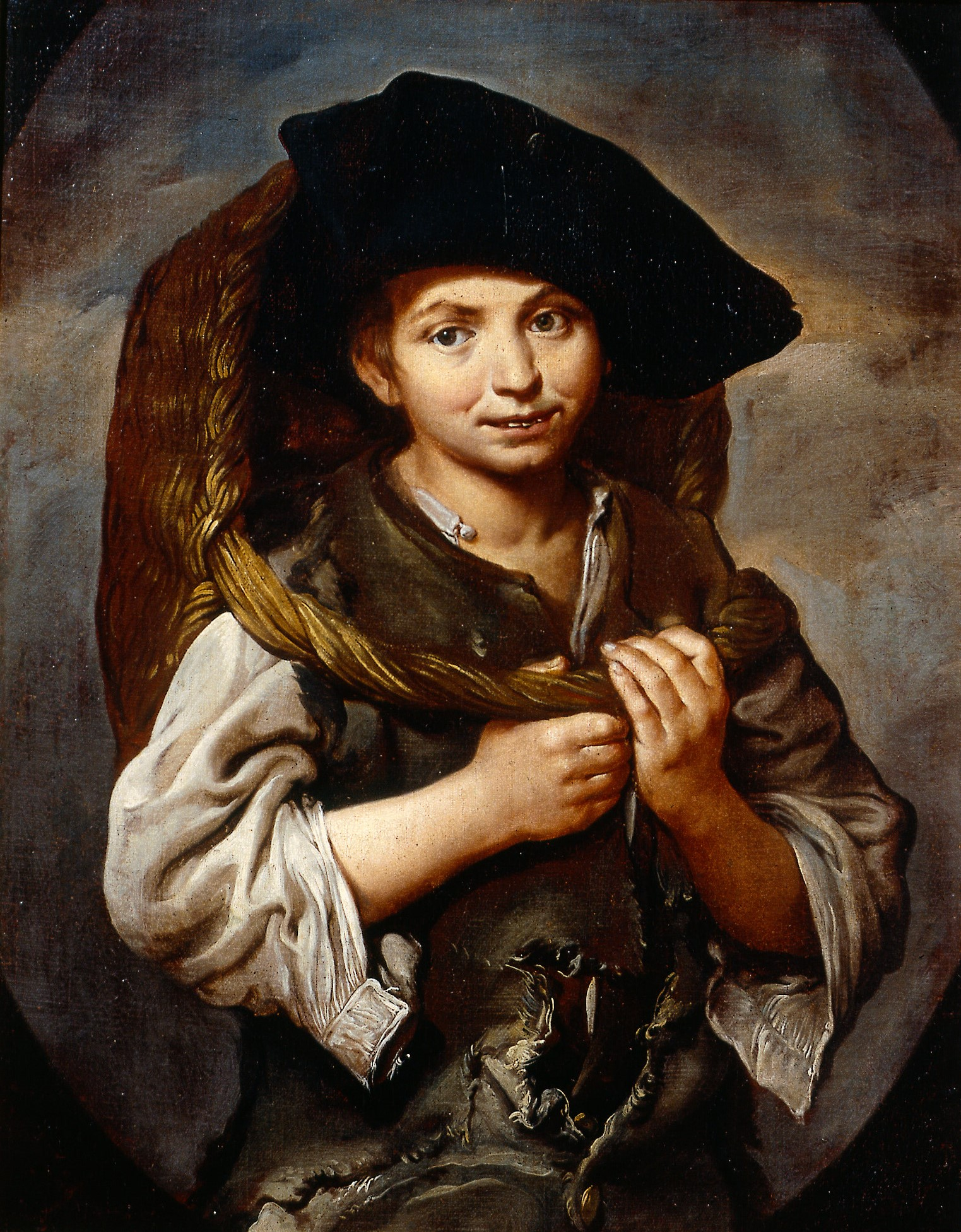
Portarolo, Museo Civico, Modena